# Luyego
Luyego est une commune d'Espagne dans la province de León, communauté autonome de Castille-et-León. Elle s'étend sur 132,31 km2 et comptait environ 554 habitants en 2024.

## Géographie
Les six villages de la municipalité ( Luyego de Somoza , Quintanilla de Somoza , Villalibre de Somoza , Villar de Golfer , Priaranza de la Valduerna et Tabuyo del Monte ) sont situés dans les montagnes des Montes de León à une altitude comprise entre 963 et 1 066 mètres. La distance jusqu'à Astorga est d'environ 20 km (en voiture) en direction nord-est ; la ville de León est située à environ 67 km au nord-est. La municipalité est traversée par la rivière Duerna.

## Évolution démographique
| Année      | 1960  | 1970  | 1981  | 1991  | 2001 | 2014 | 2024 |
| Population | 2.044 | 1.792 | 1.131 | 1.057 | 943  | 740  | 554. |

En raison de l' exode rural provoqué par la mécanisation de l'agriculture et l'abandon des petites exploitations, la population du village n'a cessé décroître depuis le milieu du XIXe siècle.

## Économie
Jusqu'au milieu du XXe siècle, les habitants de la communauté vivaient essentiellement de manière autarcique grâce à l'agriculture et à un peu d'élevage ; de plus, certains gagnaient un peu d’argent comme charretiers. Désormais, de nombreuses maisons vides sont louées comme maisons de vacances (casas rurales).

## Histoire
Les Romains étaient des chercheurs d'or actifs dans la région. Les Wisigoths et les Maures,  n'ont laissé aucune trace archéologiquement exploitable. Depuis le Moyen-Âge, la zone autour de Luyego appartenait au seigneur ( señorio ) du diocèse d'Astorga.

## Caractéristiques touristiques
Les maisons les plus anciennes des villages, dont la plupart n'ont qu'un seul étage, ont toutes été construites en moellons, ne possèdent que quelques petites fenêtres, qui autrefois n'étaient pas vitrées mais fermées par des volets en bois. Quelques maisons à deux étages disposent d'un balcon en bois orienté au sud.
Les églises paroissiales et les ermitages ( ermitas ) à nef unique ou parfois à trois nefs étaient pour la plupart construits en pierre taillée  et avaient généralement une entrée et un vestibule (portico ) sur le côté sud et un clocher pignon ( espadaña ) ou même un clocher ( campanario ) sur le côté ouest.